# Боксёрский шлем

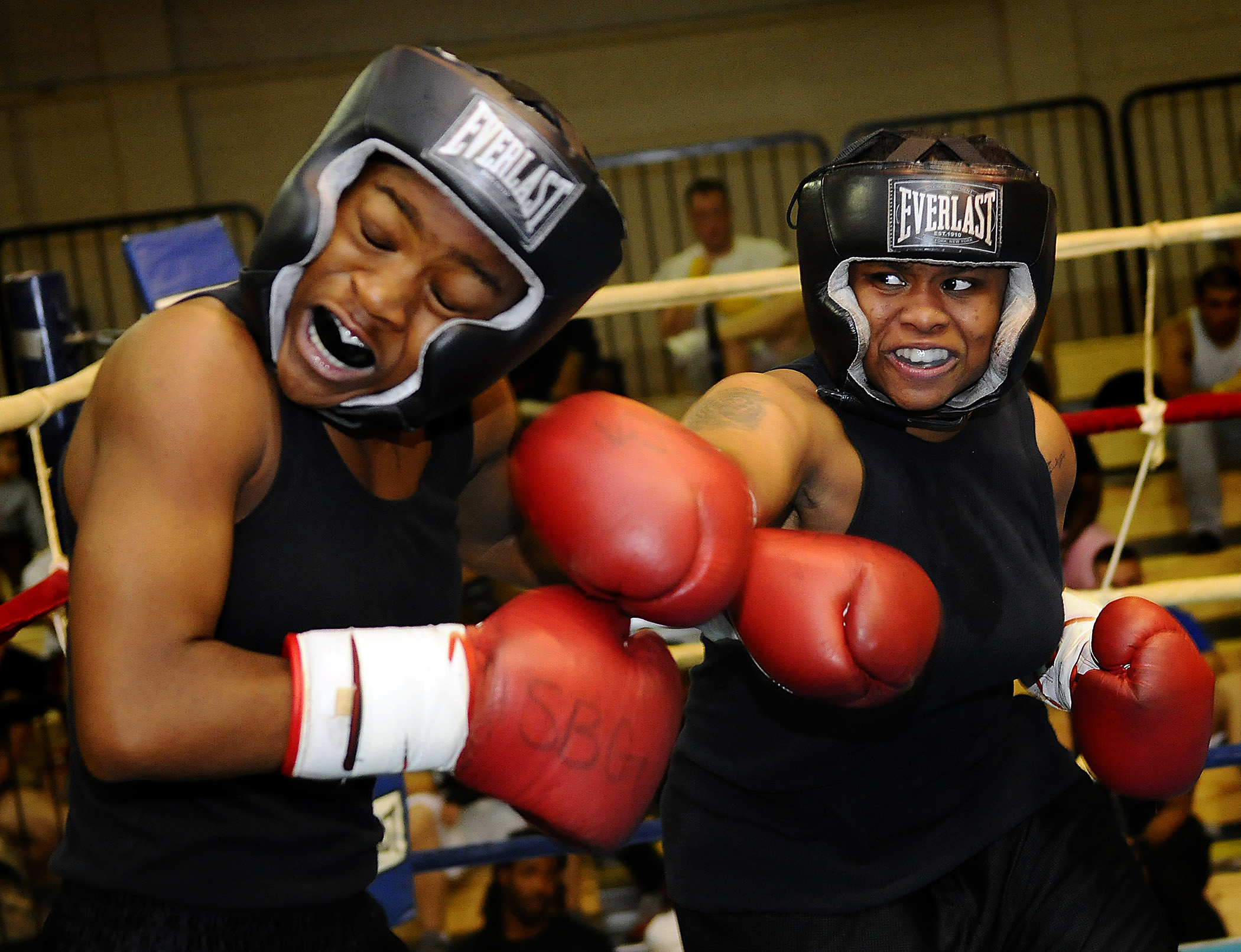
Шлемы (спарринг в ВМФ США, 2008)

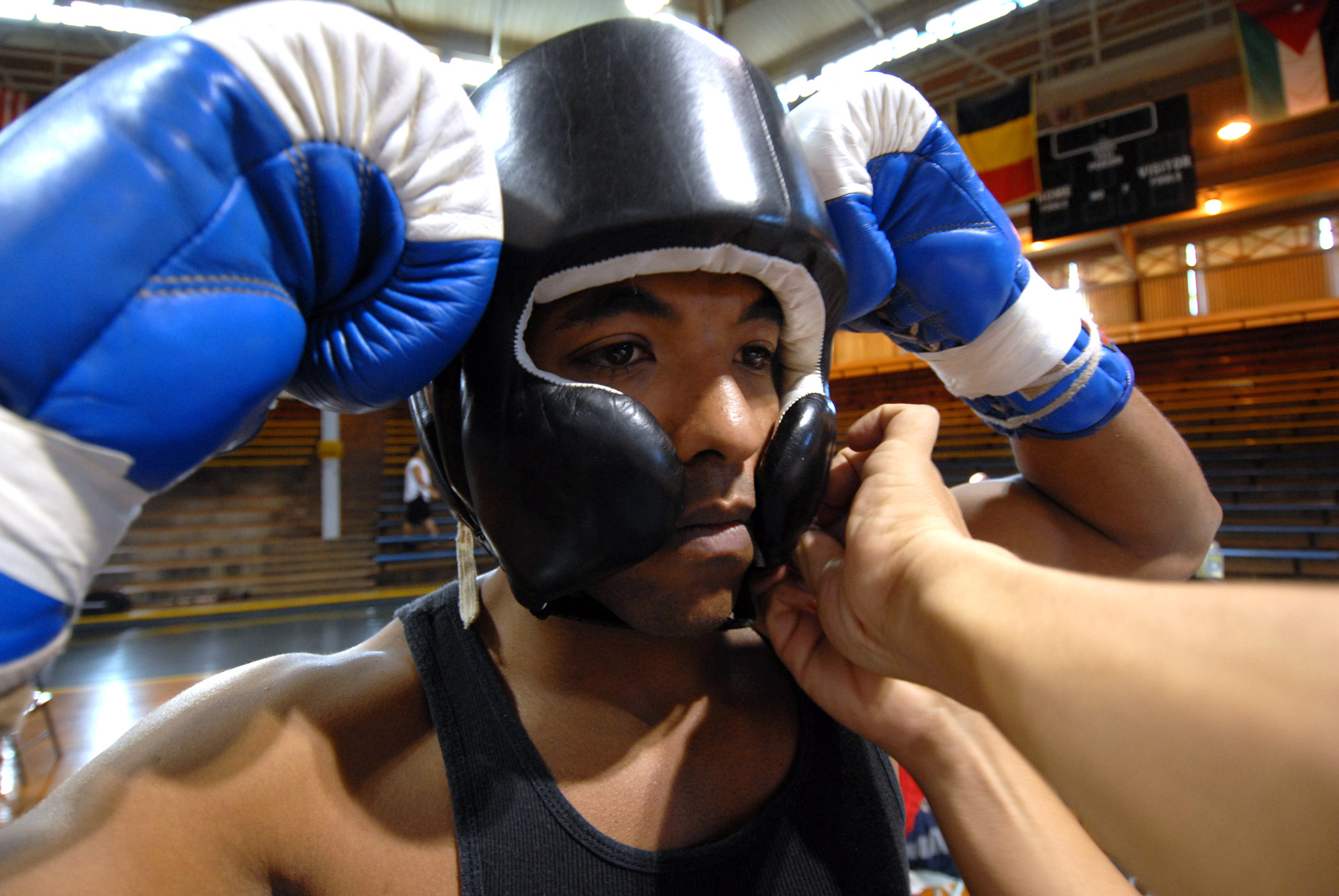
Боксёрский шлем

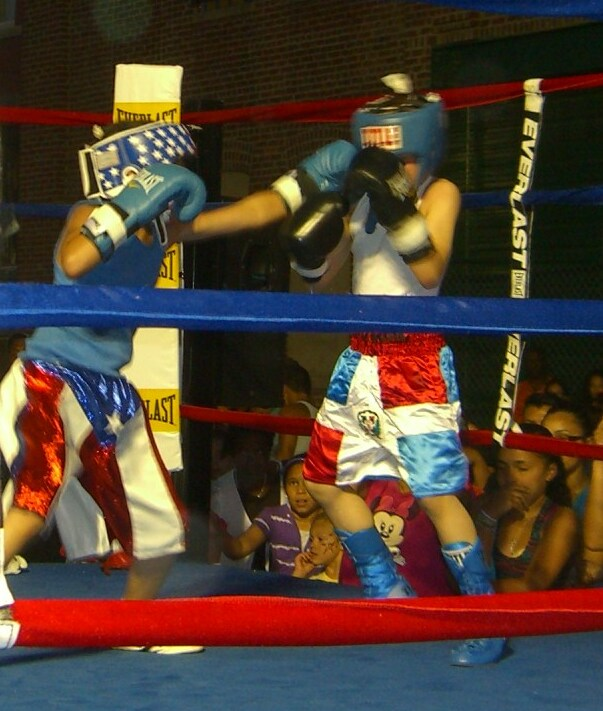
мальчики боксёры в шлемах

Боксёрский шлем (англ. Boxing helmet) — защитное приспособление для головы спортсмена-боксёра, используемое как во время тренировок по этому виду спорта, так и на соревнованиях среди детей, юношей и юниоров. Боксёрский шлем смягчает удары, получаемые спортсменом во время поединка на ринге, а также защищает его от повреждений и травм, включая порезы и рассечения. В экспериментах, шлем существенно ослаблял эффект удара (линейное и угловое ускорение), иногда наполовину.

## История появления
Первые боксёрские шлемы появились, по сути, много столетий назад, когда и зародился кулачный бокс, как предшественник современного бокса. 

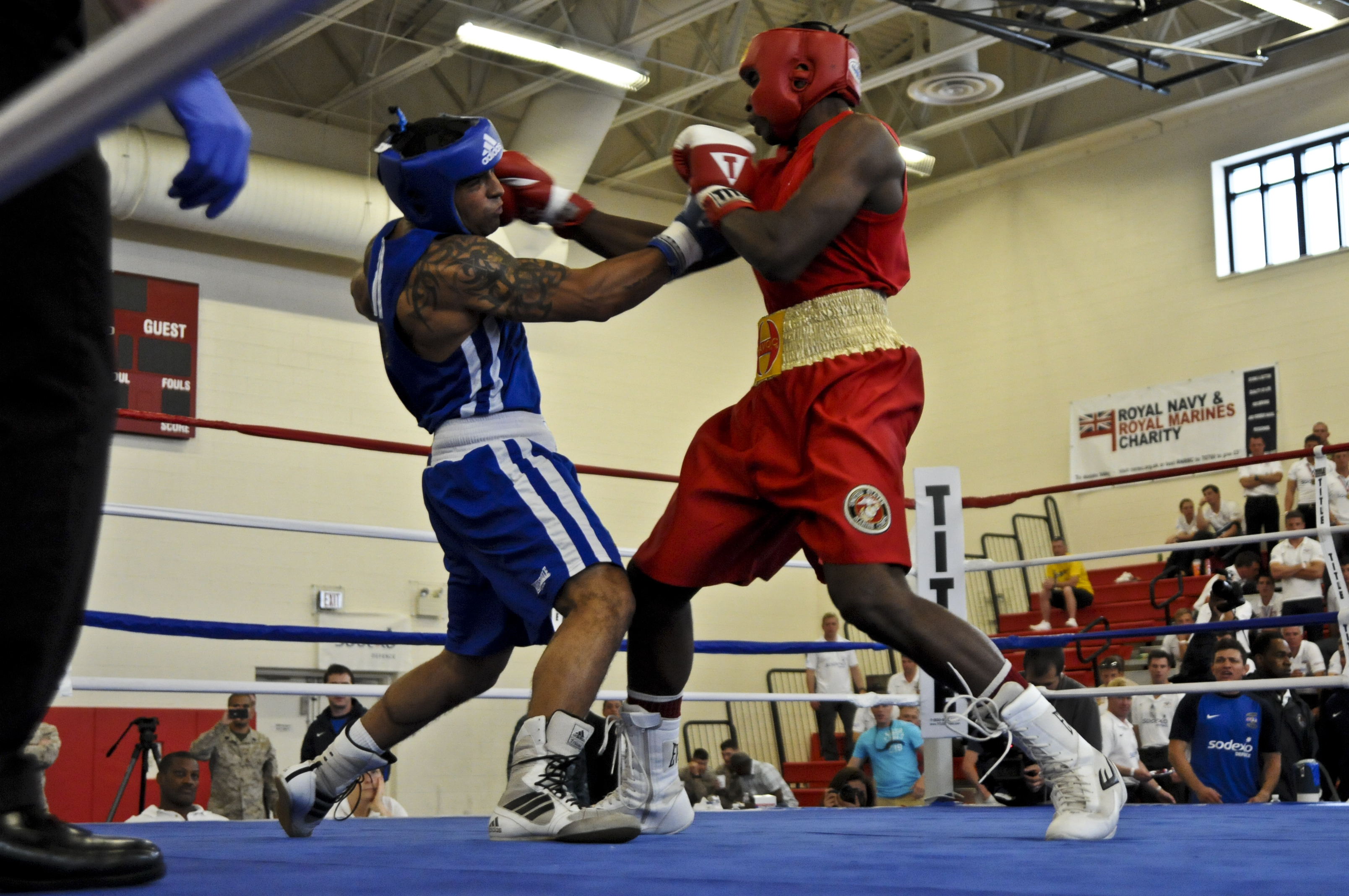
бокс в боксёрских шлемах 2012 год

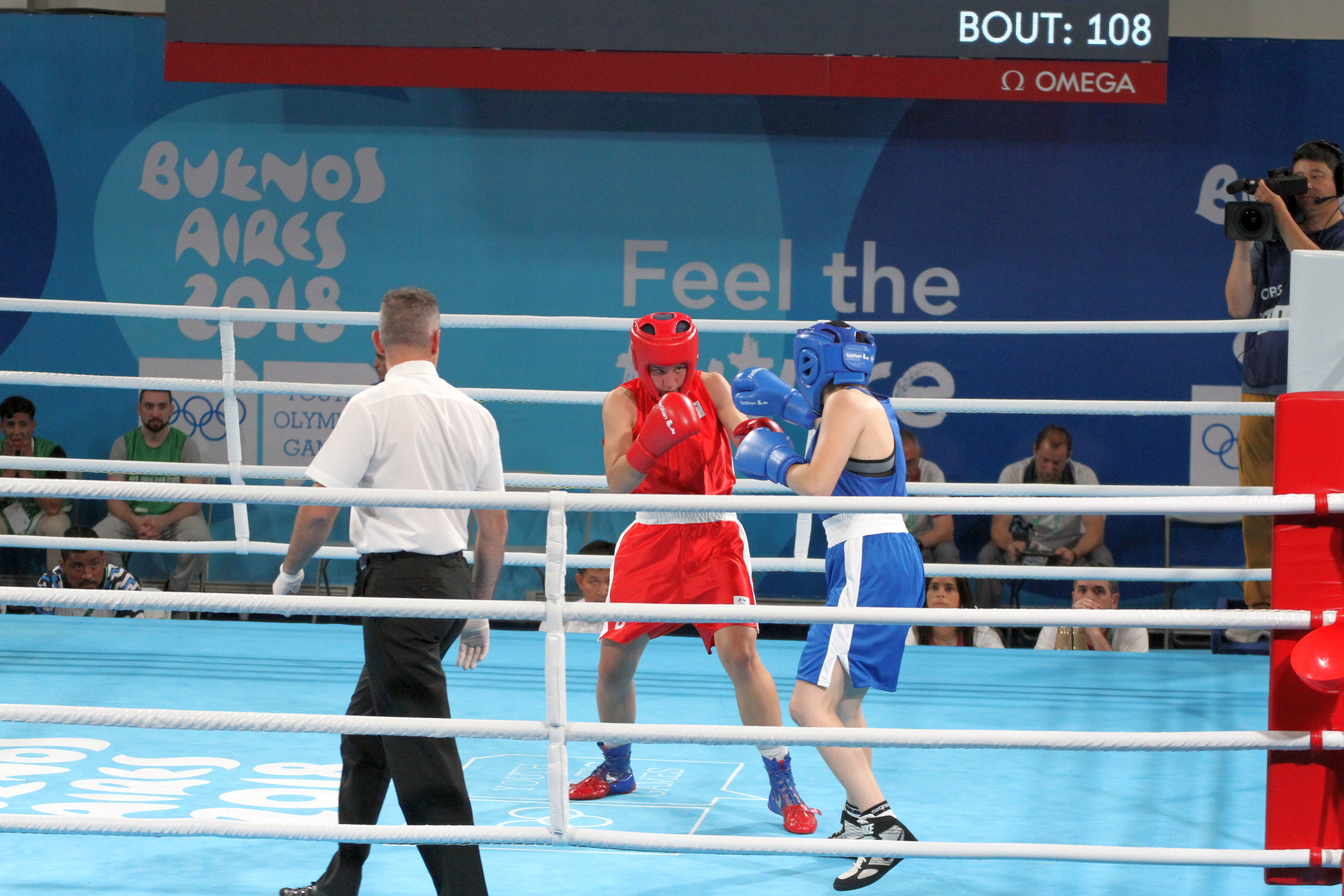
Бокс на летних юношеских Олимпийских играх 2018 года – бой за бронзу среди девушек в лёгком весе

С 1986 года в любительском боксе стало обязательным использование боксёрских шлемов. Большая часть мировых федераций бокса в 1986 году пришли к выводу о необходимости использования боксёрского шлема в целях сохранения здоровья спортсмена. 
Причиной того, что в любительском боксе защитный шлем не прижился ранее, было, в основном, утверждение многих профессионалов о том, что бокс станет от этого менее зрелищным. Кроме того, находились боксёры, утверждавшие, что шлем затрудняет дыхание и вообще мешает передвигаться по рингу. 
Однако начиная со второй половины восьмидесятых годов двадцатого века, боксёрский шлем прочно занял своё место в экипировке боксёра наряду с перчатками и другими аксессуарами.

## Отказ от боксерских шлемов в 2013 году
В 2013 году Международная ассоциация бокса приняла решение об отказе от боксёрских шлемов. Официальной причиной стала уменьшение травмоопасности, с которой якобы связано наличие шлемов. В заявке было написано, что наличие шлема увеличивает количество травм и сотрясений головы, так как в шлеме боксёры больше пропускают ударов, а без шлемов будут больше думать о защите.
Если говорить о неофициальных причинах, то ими стало желание увеличить зрелищность любительского бокса, от которого отвернулся рядовой зритель.
Отмена шлемов сразу привела к увеличению рассечений от ударов и от столкновения головами, а также к досрочным победам ввиду пропущенных тяжёлых ударов. Любительский бокс стал зрелищнее.
Сейчас боевой соревновательный боксёрский шлем используется только на соревнованиях юниоров и юношей. На взрослых соревнованиях шлем не используется.
Однако на тренировках и любители и профессионалы всегда используют шлемы. Это закрытые шлемы, которые дают максимальную защиты головы.

## Разновидности боксёрских шлемов
Боксёрские шлемы отличаются друг от друга по приоритетным местам защиты частей лица и головы спортсмена. Производится пять видов боксёрских шлемов, обеспечивающих различные степени защиты:
1. Открытый боксёрский шлем — используется для защиты лба, ушей и висков.
2. Боксёрский шлем с усиленной защитой — в определённых местах такого шлема находятся смягчающие кольца.
3. Боксёрский шлем с верхом — защищает макушку спортсмена от ударов сверху.
4. Боксёрский шлем с закрытыми щеками и подбородком — защищает нос и челюсть боксёра от боковых ударов.
5. Боксёрский шлем с металлической дугой — защищает всё лицо спортсмена.

Ещё в конце двадцатого века боксёрские шлемы изготавливались из натуральной кожи и набивались натуральным конским волосом. Однако в наше время производители нередко идут по пути удешевления производства и натуральную кожу используют только для внутреннего слоя боксёрского шлема, применяя снаружи либо кожзаменитель, либо замшу, либо вообще синтетические материалы. Для набивки шлемов всё чаще используются пенные материалы — пенорезина, пенополиэтилен и другие.
Смягчающая способность того или иного боксёрского шлема зависит от его эргономики, и в первую очередь — от свойств и толщины материалов, из которых изготовлен данный шлем. Кроме того, от плотности и толщины этих материалов зависит и срок службы боксёрского шлема. Но толщина шлема имеет и существенный недостаток, который заключается в его большем весе. Современные шлемы изготавливаются из лёгких высокотехнологичных материалов, но эти шлемы стоят на порядок дороже.
Большей защитой обладают тренировочные боксёрские шлемы, тогда как боевые шлемы — это шлемы открытого типа.

## Размеры боксёрских шлемов
Размеры боксёрских шлемов стандартны: XL, М и S, что соответствует отечественным 58, 54-58 и 50-54 размерам.

## Популярные производители боксёрских шлемов
Большинство наиболее известных производителей боксёрских шлемов — это всемирно известные бренды. Адидас, известный не только как производитель спортивной одежды и обуви, но и экипировки, в том числе — и для бокса. Предметы боксёрской экипировки производства Adidas аттестованы AIBA — Федерацией бокса. Сегодня все боксёры олимпийцы выступают только в экипировке Адидас.
Наиболее популярным брендом боксёрской экипировки является бренд Эверласт. Самая известная и старая фирма по производству именно боксерской амуниции. Первый шлем производства этой компании был спроектирован ещё более ста лет назад. Сегодня же под брендом Everlast выпускаются различные предметы боксёрской и другой спортивной экипировки.
Также известны и пользуются популярностью боксёрские шлемы производства таких компаний, как Грин Хилл (Green Hill), Даната Стар (Danata Star), Тайтл (Title), Твинс (Twins), Викинг Спорт (Viking Sport), Клето Рейес (Cleto Reyes) и многие другие.
Самым престижным брендом тренировочной экипировки является японский бренд Winning. В этой экипировке тренируются супер звёзды ринга: Мэнни Пакьяо, Флойд Мэйвезер, Сауль Альварес и многие другие.